# Hayuma Tanaka
Hayuma Tanaka, född 31 juli 1982 i Nagano prefektur, Japan, är en japansk fotbollsspelare som sedan 2014 spelar i Matsumoto Yamaga.